# Dingspel

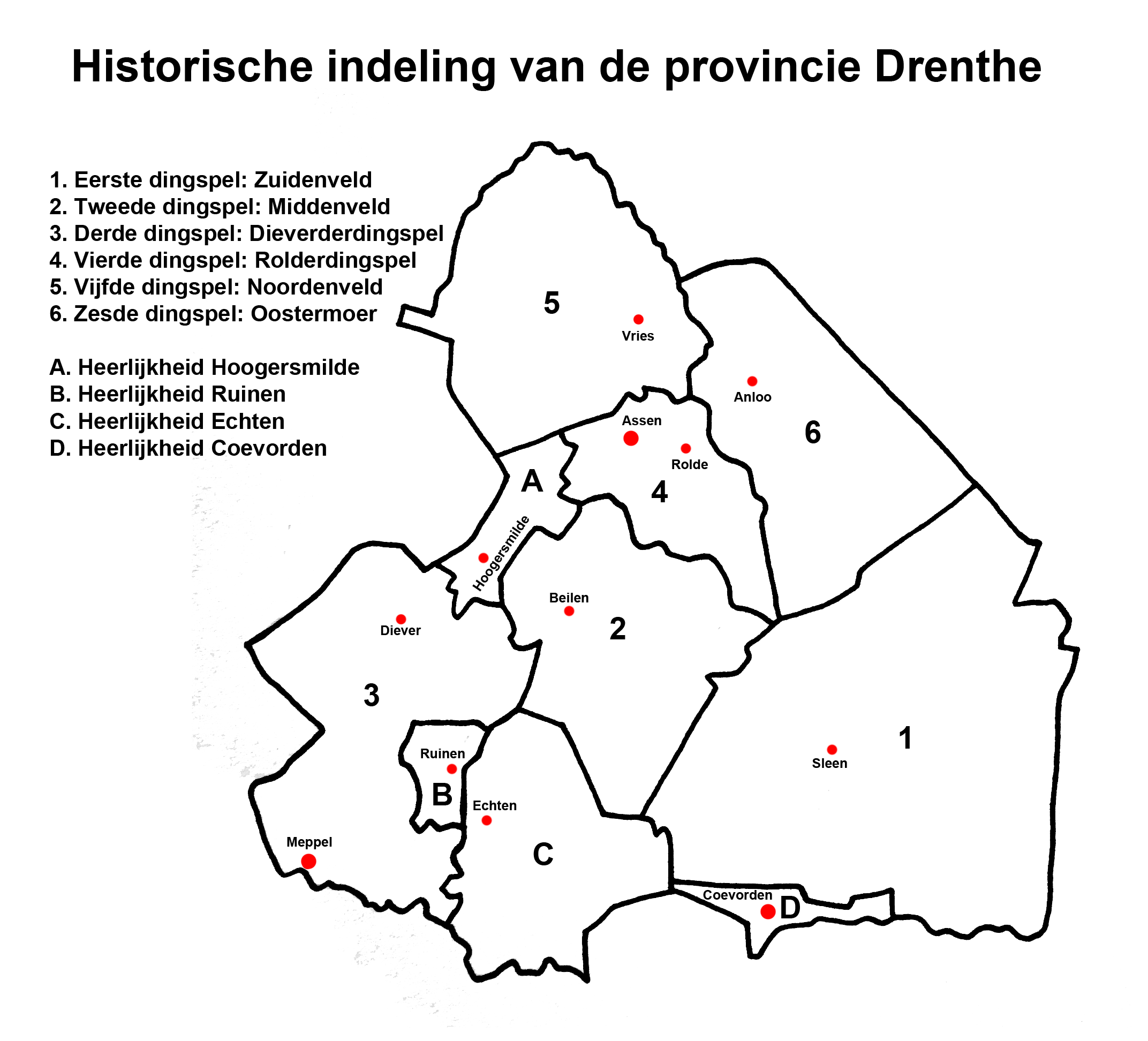
Kaart van de Dingspelen en Heerlijkheden in Drenthe. Deze kaart geeft slechts een indicatie, de exacte grenzen zijn niet bekend

Een dingspel (ook: dingspil) was een rechtsgebied in de Nederlandse provincie Drenthe of, zoals dat toen werd genoemd, de Landschap Drenthe.
De naam komt van ding, de rechtszitting die tot 1580 driemaal per jaar gehouden werd onder de hoogste functionaris van de bisschop van bisdom Utrecht. De dingspelen vaardigden elk vier etten af naar de etstoel, die samen met de drost de Landschap bestuurden en er recht spraken. Vanaf 1603 vormde het college van drost en gedeputeerden (Gedeputeerde Staten) het bestuur van Drenthe.
Drenthe bestond uit zes dingspelen. Dit aantal komt overeen met de zes sterren in de vlag van Drenthe. De dingspelen waren weer onderverdeeld in kerspelen. Overigens wordt aangenomen dat de zes dingspelen ontstaan zijn uit drie. De naam Drenthe verwijst naar het getal drie. 

## Indeling
De indeling is van de dingspelen:
- 1e dingspel, Zuidenveld
  - Sleen (hoofdplaats)
  - Dalen
  - Emmen
  - Oosterhesselen
  - Schoonebeek
  - Zweeloo
  - Odoorn
- 2e dingspel, Middenveld of Beilerdingspel
  - Beilen (hoofdplaats)
  - Westerbork
- 3e dingspel, Dieverderdingspel of Westerveld
  - Diever (hoofdplaats)
  - Dwingeloo
  - Havelte
  - Kolderveen
  - Meppel
  - Nijeveen
  - Vledder
- 4e dingspel, Rolderdingspel
  - Rolde (hoofdplaats, tevens hoofdplaats van de Landschap)
- 5e dingspel, Noordenveld
  - Vries (hoofdplaats)
  - Eelde
  - Norg
  - Peize
  - Roden
- 6e dingspel, Oostermoer
  - Anloo (hoofdplaats)
  - Borger
  - Gasselte
  - Gieten
  - Zuidlaren

Verder bestond Drenthe uit vier heerlijkheden, die buiten de dingspelen vielen, namelijk:
- Coevorden
- Ruinen, met daaronder Ruinerwold
- Echten (vanaf 1626), met daaronder Koekange en het grootste deel van Hoogeveen
- Hoogersmilde (vanaf 1633)

De latere gemeente Assen viel onder Rolde, de Wijk onder Diever. Het kerspel Zuidwolde behoorde eerst tot Ruinen en later, met een deel van Hoogeveen, tot Coevorden.
In de Franse tijd werden de dingspelen opgeheven.

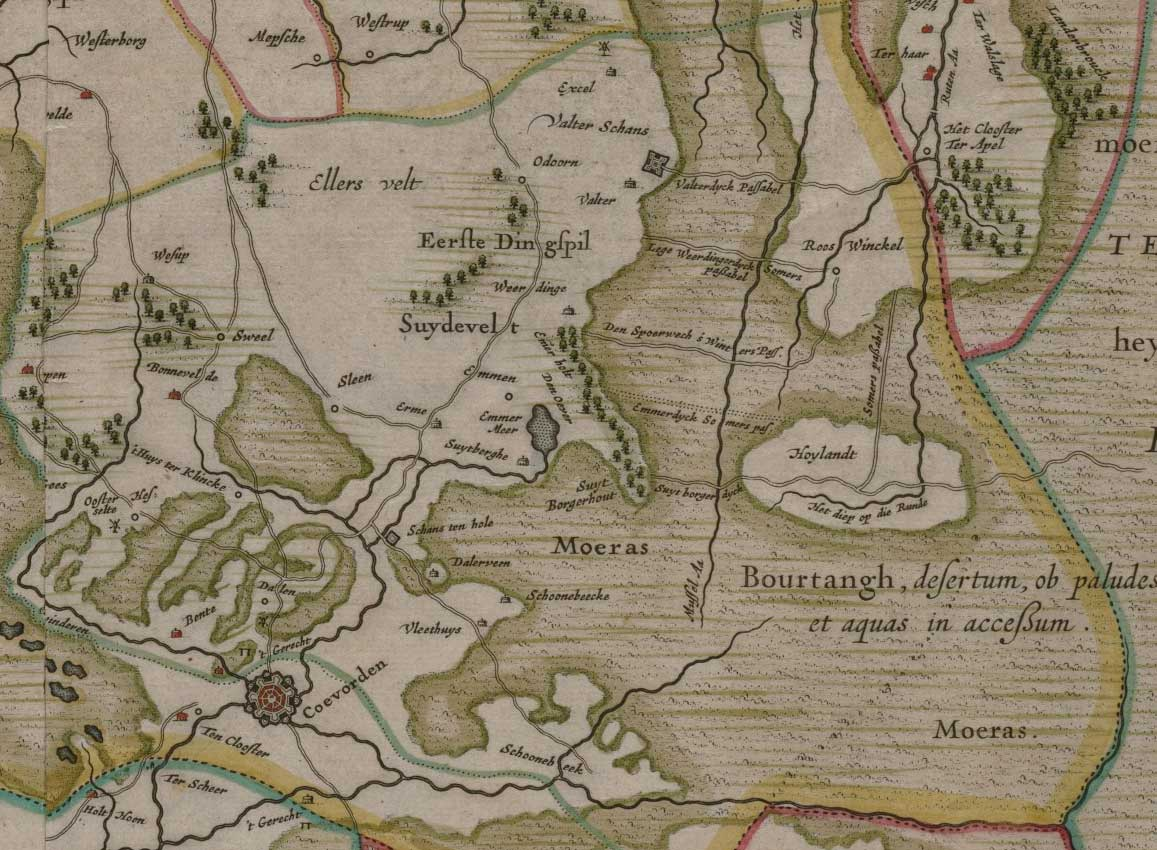
Zuidenveld
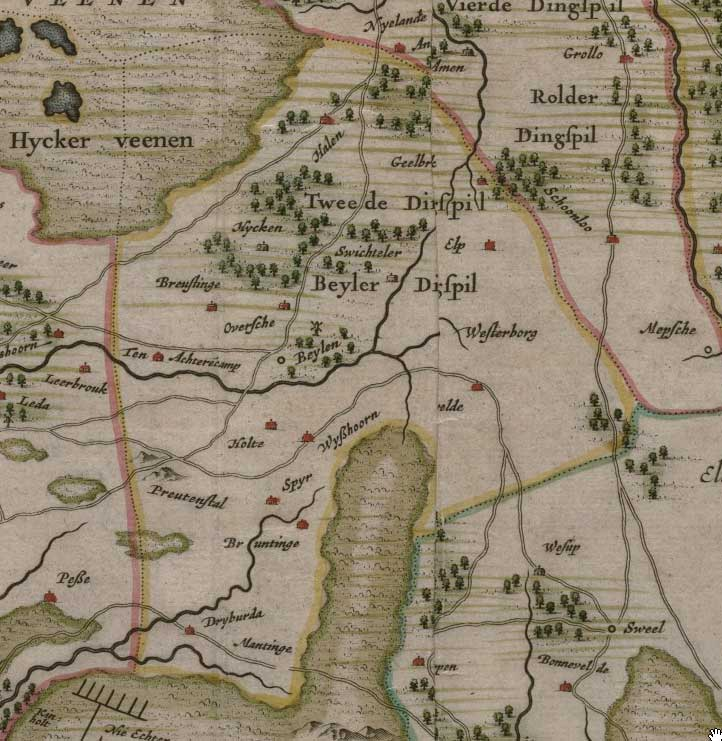
Middenveld
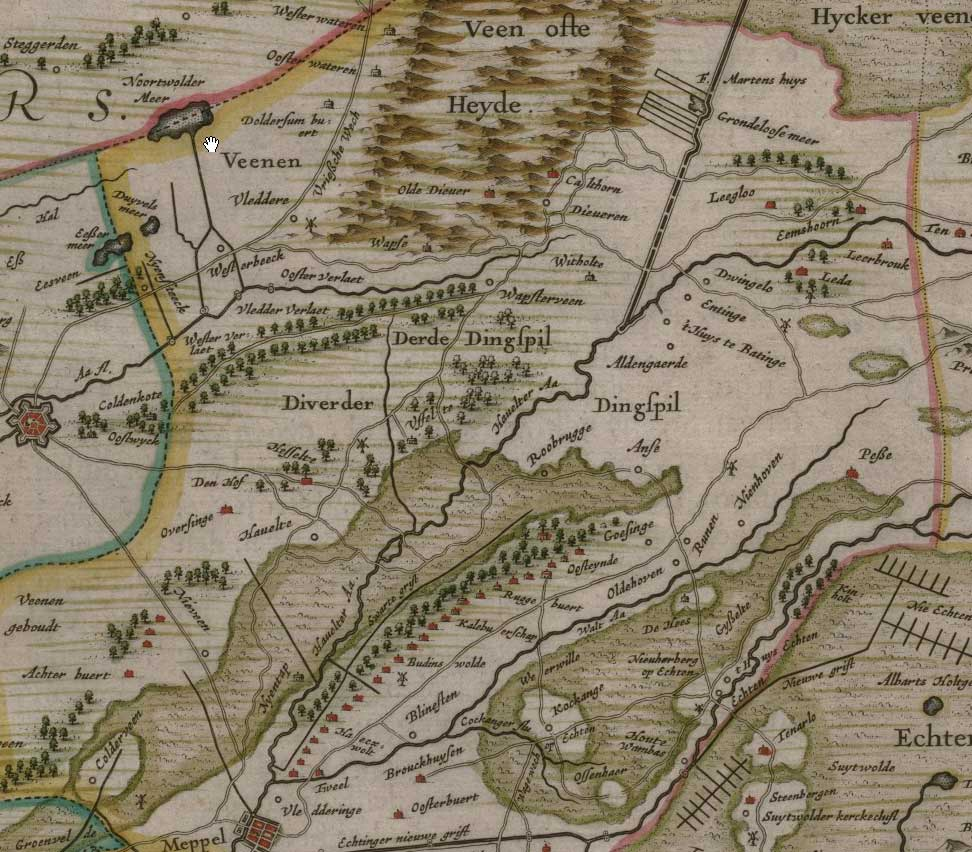
Dieverderdingspel
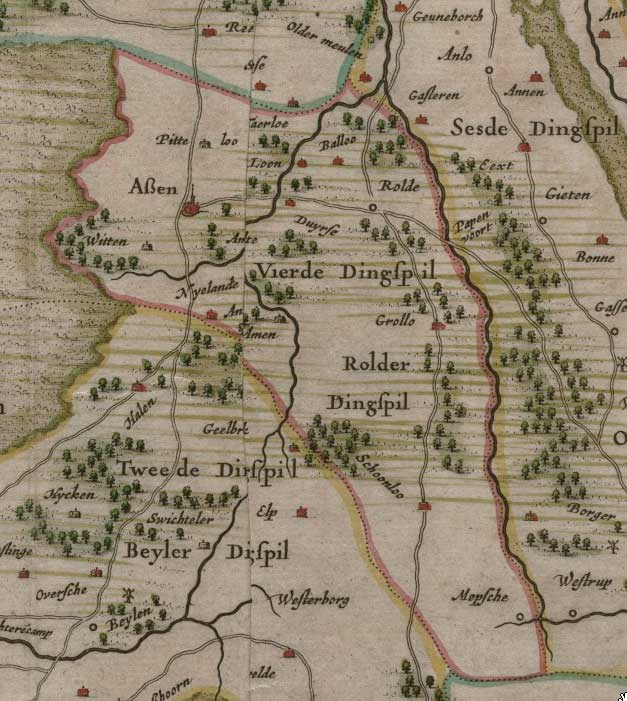
Rolderdingspel
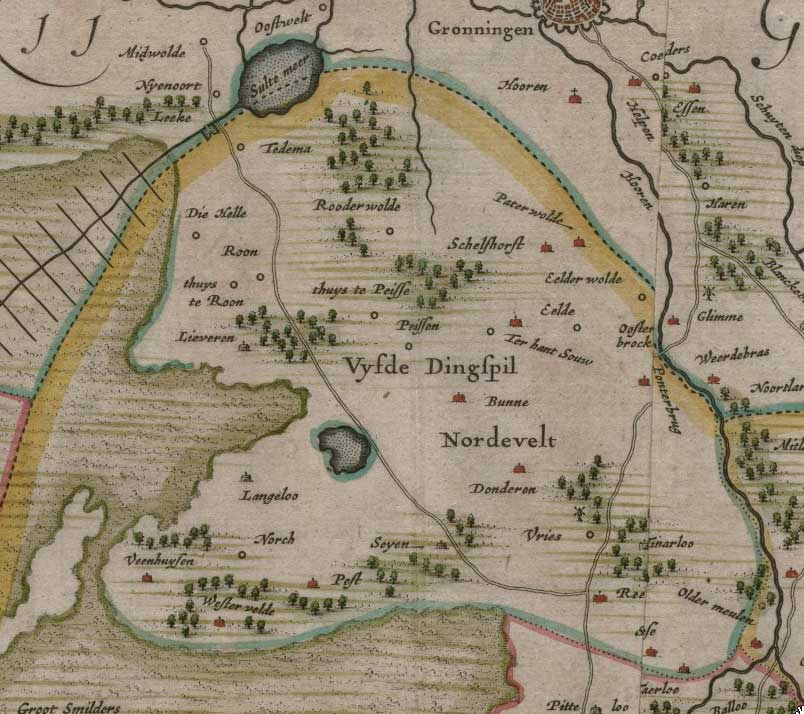
Noordenveld
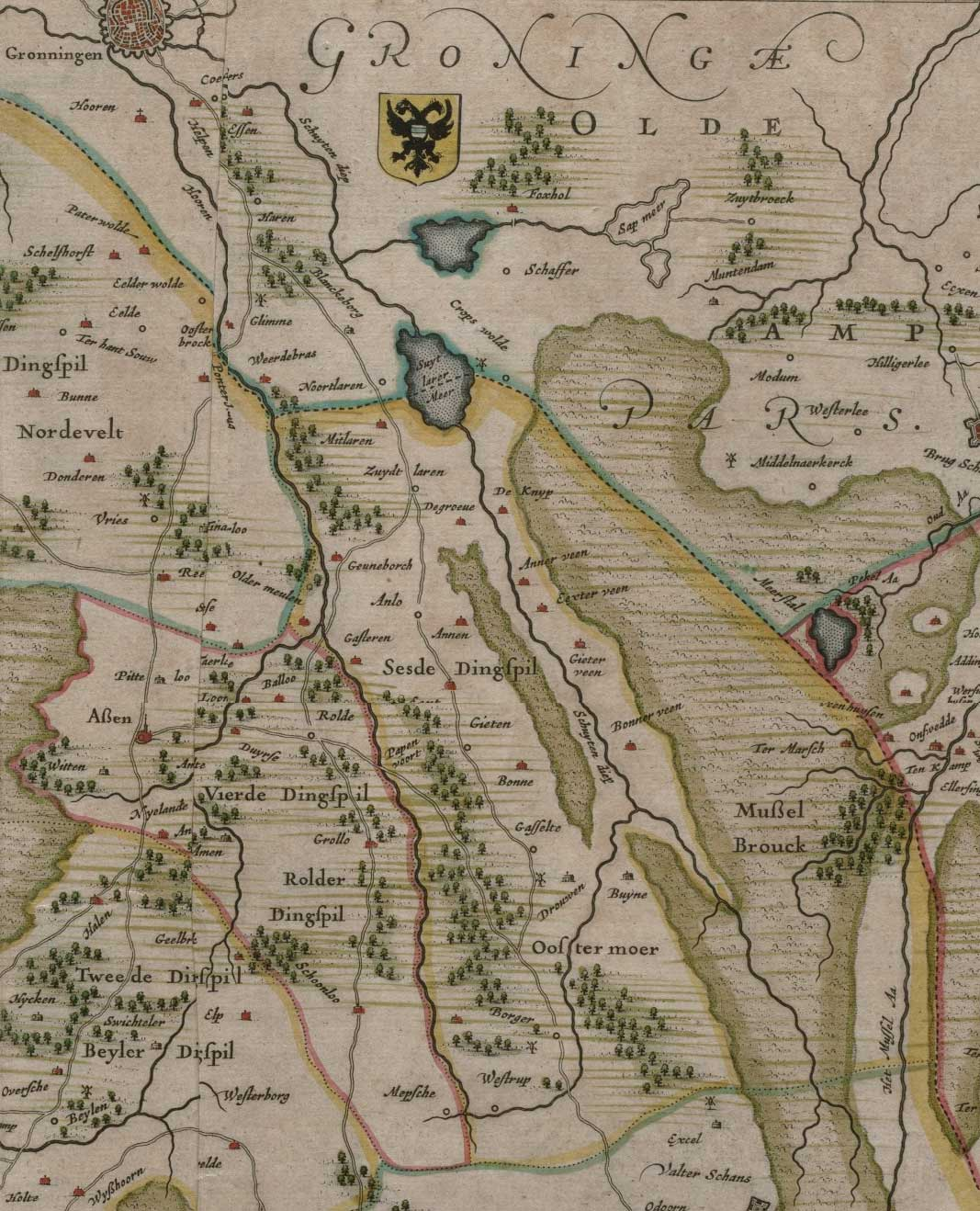
Oostermoer